# Доисторическая Польша
Доисторический период в истории Польши охватывает время с момента появления на её территории первых людей и до появления письменности при Мешко I. Этот период охватывал в целом около 0,5 млн лет и в целом был намного более длительным по сравнению с доисторическим периодом соседней Литвы, которая вплоть до конца палеолита была покрыта ледниками и, скорее всего, непригодна для проживания.
Наиболее значительным памятником доисторического периода является укреплённое поселение Бискупин, относившееся к лужицкой культуре бронзового века. По мере появления античных цивилизаций на юге и западе Европы их влияние всё сильнее ощущается и в доисторических культурах на территории Польши.
В античный период территорию Польши населяли кельты, германцы и балты. С приходом Средневековья Польшу постепенно заселяют славяне, которые постепенно образуют здесь небольшие княжества. Античный период и раннее Средневековье засвидетельствованы немногочисленными упоминаниями в европейских античных и раннесредневековых источниках, однако основным источником данных является археология. Собственная письменность появилась в Польше лишь в 966 г., когда Мешко I принял христианство и призвал в страну грамотных священников из Европы.

## Каменный век
Как и в других местах в Центральной Европе, культуры каменного века на территории Польши прошли через этапы палеолита, мезолита и неолита, каждый из которых отмечался определённым улучшением каменных орудий, изменением общественной структуры и образа жизни.

### Палеолит

#### Нижний палеолит
На юго-западе Польши следы деятельности человекообразного Homo erectus отмечены в Нижней Силезии около Тшебницы и в Руско около Стшегома. Каменные орудия из Тшебницы (отщепы и микролиты) датируются примерно 500 тыс. лет назад и относятся к фердинандовскому потеплению, а из Руско — около 440—370 тыс. лет тому назад и относятся к мазовецкому потеплению, поскольку расселение Homo erectus на территории Польши, как и в других частях Европы, зависело от климатических колебаний. Найденные в Тшебнице кости копытных и рыб свидетельствуют о том, что данный вид человека употреблял мясную пищу.
С точки зрения распространения Homo erectus Европа делилась на западную и южную части, где доминировали ашельские каменные топоры, и центральную и восточную части (куда входила и территория современной Польши), где доминировали отщепы.

#### Средний палеолит
Homo neanderthalensis появился в Европе как потомок предшествующих видов, так называемых донеандертальских (Homo antecessor и Homo heidelbergensis), происходящих от Homo erectus. Этот процесс имел место в период 650—250 тыс. л. н. или даже позже.
До настоящего времени на территории Польши костных останков неандертальцев не обнаружено (это может быть связано с повышенной кислотностью почвы), однако найдено некоторое количество материальных артефактов.
Возрастом около 220 тыс. л. н. датируются несколько десятков каменных орудий и остатки очага, обнаруженные у города Рацибуж в Верхней Силезии и напоминающие ашельские. Подобные же изделия найдены на территории краковского района Кроводжа. Из Силезии также происходят каменные топоры ашёльской культуры, датируемые возрастом ок. 200—180 тыс. лет.
Ко времени 190—140 тыс. л. н. относятся находки, обнаруженные в деревне Пекары под Краковом. Эти кремнёвые изделия являются, вероятно, древнейшими примерами развитых производственных технологий материальной культуры среднего палеолита и во многом напоминают изделия кроманьонцев, которые появились лишь 100 тыс. лет спустя.
К периоду около 130—110 тыс. л. н. относятся следы стоянки, найденной в районе ул. Королевы Ядвиги в Кракове, где имелся очаг, на котором предположительно запекалось мясо для длительного хранения. Находки свидетельствуют, что Homo neanderthalensis мог охотиться на крупных животных европейского плейстоцена.
Фаланги пальцев неандертальского ребёнка обнаружены в известняковой пещере Тёмная в Малой Польше (Ойцовский национальный парк). Их возраст — ок. 115 тыс. лет назад (MIS 3).
В более поздний период (110-70 тыс. л. н.) на территории Польши существовали, иногда параллельно, группы неандертальцев, относившихся к различным культурным традициям. Одни принадлежали к микокскому комплексу, типичному для Северной и Восточной Европы, другие — к мустьерскому комплексу, доминировавшему в Западной Европе.
В случае мустьерского комплекса открытые стоянки, как правило, содержали небольшие мастерские, где изготавливались каменные орудия, в том числе отщепы и леваллуазские наконечники. Пещерные жилища были небольшими охотничьими обиталищами.
Микокский комплекс был внутренне разнородным. С ним связано заселение так называемых «основных стоянок» с большим количеством искусно сделанных каменных орудий (например, стоянка в Тёмной пещере в Ойцуве). В Зволене близ Радома обнаружено место, где близ водопоя было убито и освежевано много зверей. Останки животных датируются 85-70 тыс. л. н. В Кракове обнаружен бифасиальный нож, выполненный из кремня, происходящего с Волынской возвышенности, что свидетельствует о миграциях неандертальцев на расстояния в сотни километров.
Возраст трёх коренных неандертальских зубов из пещеры Стайня (Stajnia Cave) или «Конюшня» (Краковско-Ченстоховская возвышенность, между сёлами Мирув и Боболице в Силезском воеводстве) — 52—42 тыс. лет назад. Суглинок в пещере Стайня разделён на 15 литостратиграфических слоёв, накопленных между морскими изотопными стадиями MIS 5c и MIS 1. Орудия микокской индустрии находились в слое, относящемся к межледниковой морской изотопной стадии MIS 5a. Зуб неандертальца S5000 был найден в слое D2 (MIS 3). Митохондриальный геном Stajnia S5000 близок к мтДНК неандертальцев Mezmaiskaya 1 и Mezmaiskaya 3 из Мезмайской пещеры, причём они выходят за пределы вариации мтДНК более поздних европейских неандертальцев. В соответствии с длиной ветви дерева мтДНК геном мтДНК Stajnia S5000 датируется возрастом ~ 116 тыс. л. н. (95 % доверительный интервал (HPDI) — 83 101—152 515 лет назад).
В пещере Рай около Кельце в слоях, датируемых 70-60 тыс. л. н., обнаружены группы каменных орудий, подобных орудиям, найденным в бассейне среднего Дуная, в основном в Венгрии. Также в пещере обнаружено около 300 рогов северного оленя, образующих своеобразное заграждение для защиты входа в пещеру, а также красители, предположительно для раскрашивания тела.
Период обитания неандертальцев на территории Польши пришёл к концу около 70-58 тысяч лет назад.

#### Верхний палеолит
В эпоху последнего оледенения, поскольку ледниковый щит в это время покрывал Балтийское море и доходил до низовий Вислы, на территории Польши в период 70/60 — 40 тыс. лет назад отсутствуют следы поселений.
Подвеска из слоновой кости из пещеры Стайня, украшенная узором, создающим неправильную кривую петлю, и костяное шило свидетельствуют о появлении Homo sapiens на территории Польши 41 500 лет назад.
Около 40-35 тыс. лет назад в Польше появились группы, продолжающие традиции мустьерского и микокского комплексов, поэтому их относят к так называемым переходным комплексам. Специфическими для этих групп, продолжающих традицию мустьерского комплекса, являются обработанные односторонние листовидные острия — такие были найдены в Дзержиславе возле Глубчиц. На той же стоянке были найдены каменные орудия, относящиеся к более позднему времени (ок. 36 тыс. лет назад) и принадлежавшие наследникам традиций микокского комплекса; они характеризуются мустьерской технологией, то есть наличием орудий среднего и верхнего палеолита одновременно с листовидными остриями с обусторонней ретушью; эти орудия относятся к селетской культуре. Типичные для этой культуры находки открыты в Кракове-Звержинце, а единичные листовидные острия — в Мамонтовой пещере в Вежхове, пещере Локетка в Ойцове и Облазовой пещере возле Нового Тарга.
Допускается, что пришлые комплексы могли быть созданы и последними неандертальцами, сталкивавшимися с группами Homo sapiens sapiens.
Около 35 — 30 тыс. лет назад на территории Польши отмечаются следы ориньякской культуры, характеризующейся интенсивной обработкой кости и рога. Каменные памятники ориньякской культуры известны в том числе по стоянкам в Кракове и на Пулавской горе.
В период 28 — 24 тыс. лет назад на территорию юга Польши проникают группы граветтской культуры. Носителей этой культуры интересовал главным образом меловой кремень из верхнесилезских морен. Со времён около 23 — 21 тыс. лет назад сохранились комплексы стоянок, открытые на ул. Спадзистой (Spadzista) в Кракове. Граветтская стоянка Краков-Спадзиста B считается местом разделки туш мамонтов. В Краков-Спадзиста в костях двух взрослых мамонтов были найдены фрагменты наконечников. В 30 м к югу от скопления костей более 100 шерстистых мамонтов были обнаружены примерно 2400 костей песцов, которых ловили в конце зимы.
В период 20 — 18 тыс. лет назад (время последнего ледникового максимума в составе II пленигляциала) земли Польши практически не были заселены.
В период 18 — 12 тыс. лет назад на польские земли спорадически проникают представители мадленской и эпиграветтской (продолжавшей граветтские традиции) культур. С мадленской культурой связаны находки в Машицкой пещере около Кракова (там обнаружены, в частности, наконечники копий, специальные орудия и церемониальные предметы фаллической формы), которые датируются около 13 тыс. до н. э., а также изделия, обнаруженные в Бжосквини около Кракова, датируемые около 10 тыс. до н. э. Машицкая пещера часто фигурирует в литературе в связи с темой вооруженного насилия в палеолите — здесь найдено около 50 фрагментов как минимум 16 человеческих черепов, залегавших среди костей животных.
К эпиграветтской культуре относятся, в частности, находки в пещере Завалёной в Мникове. Следы гамбургской культуры сохранились главным образом в Нижней Силезии (Ольбрахчице и Седльница) и в Великопольше (Лины). Среди обнаруженных стоянок того времени заслуживают упоминания находки в Цаловане и Витове.
11 — 10 тыс. лет назад на территории Польши произошли коренные изменения климата — уменьшилась площадь лесов, на северо-востоке появились тундровые участки, а в центральной части — степи. Тогда же появляются охотники на северных оленей, культура которых напоминала гамбургскую культуру или культуру Бромме-Люнгбю.
В те же времена на территории Польши существовали перстунская и свидерская культуры (более крупные стоянки с несколькими жилыми объектами — односемейными углублёнными в земле жилищами, найденными, например, в Гжибовой-Гуре).

### Мезолит
Для мезолита (9000 — 8000 лет до н. э.) характерно общее потепление климата и связанное с ним увеличение экологического разнообразия.
В те времена хозяйство всё ещё основывалось главным образом на охоте, ловле рыбы или сборе растений, моллюсков и улиток. Размеры каменных изделий уменьшились (например, маленькие наконечники стрел геометрической формы).
Допускается, что свидерских охотников вытеснили группы охотников и рыболовов, продвигавшихся с лесных территорий западной части Европейской равнины.
Так называемый «жезл начальника» из Голенбево возрастом 8790 ± 50 лет, был сделан по данным ДНК из рога северного оленя, а не благородного, и является первым прямым свидетельством товарообмена между группами охотников и собирателей в раннем мезолите на таком большом расстоянии.
Группы эпохи раннего мезолита, осевшие на территории Польши относятся к коморницкой культуре, сходной с культурами Дуфензее и Стар-Карр. К стоянкам указанной культуры относятся, в частности, pl:Smolno Wielkie и pl:Pobiel.
Позднее главное значение получила хойницко-пеньковская культура, характеристика которой весьма неполна. Она известна только по каменным изделиям (например, по многочисленным мелким микролитам, среди которых появляются трапеции — наконечники стрел с широким лезвием).
В позднем мезолите на польских землях появилась яниславицкая культура, характеризовавшаяся прогрессом в технологии отщепов, ориентирующейся на большие отщепы правильной формы (производились скребки и трапеции), а также старанием добраться к сырью высокого качества, как шоколадный кремень. Поначалу полагали, что представители этой культуры уже могли заниматься животноводством — об этом свидетельствовали открытия в местности Дембе в Куявии, датированные ок. 5800 г. до н. э.; позже оказалось, что обломков костей слишком мало, чтобы свидетельствовать о животноводстве, а, кроме того, они могли относиться уже к периоду ок. 5200 до н. э.
На северо-востоке территории современной Польши в мезолите обитали группы охотников на северного оленя свидерской культуры; а позже в этой местности обитали представители культуры Кунда, сохранявшей много черт позднего палеолита. Им была известна техника изготовления отщепов правильной формы, из которых изготавливались наконечники черенкообразной формы (а не геометрические наконечники стрел).

### Неолит
В эпоху неолита начали появляться первые аграрные поселения, основатели которого эмигрировали с территории Дуная ок.5500 гг. до н. э. Позже, коренные пост — мезолитические племена адаптировались к внешней среде и дальше продолжали развивать сельскохозяйственный образ жизни (между 4400 и 2000 гг. до н. э.).
Самые ранние свидетельства об изготовлении сыра в археологической летописи датируются 5500 годом до н. э. — на территории современной Польши обнаружены сита, на которых выявлены молекулы молочных жиров.

#### Культура линейно-ленточной керамики
Западный вариант культуры линейно-ленточной керамики, характеризовавшийся изменением технологии производства керамики и украшения посуды обрядовыми и пластичными орнаментами, новым способом производства каменных изделий, деревянными строениями с палисадовыми конструкциями стен длинных домов прямоугольных в плане, сельскохозяйственной экономикой с комплексами полей на территориях вдоль берегов рек и увеличением доли животноводства.
Распространение этой культуры в первой фазе экспансии (ок. 5400-5300 до н. э.) охватило, в основном, лёссовые территории в Силезии и в Малой Польше, позже передвинулось на север (территорию Куяв, земли хельмской и Великой Польши) и Восток (район Жешува), наконец пересекло Сан и Западный Буг. Собственно из этой культуры произошли первые земледельцы и скотоводы на землях современной Польши. Среди домашних животных были овцы и козы, a также крупный рогатый скот и свиньи. Уменьшилась роль охоты и собирательства. Дома были длинными, прямоугольные со столбовой (палисадовой) конструкцией стен. В таком доме обитали объединенные большие семьи (роды) (то есть несколько поколений, oк. 16-20 человек). Сперва преобладали скопления из 2-3 домов, позже их количество возрастала. Лучше всего изученная группа ранненеолитических поселений на польских землях находится в Страхове около Вроцлава — они демонстрируют 4 фазы развития:
1. возникают две фермы, расположенных низко,
2. возникают две фермы, расположенных несколько выше,
3. возникают три фермы, расположенных на самом высоком уровне,
4. обитатели возвращаются к местам заселенным в первой фазе.

Что касается материальной культуры, то она представлена в основном керамикой и каменными орудиями. Также появляются изделия из кости и рога. Посуда, в основном сферической формы, обожжена в огне. Орнамент культуры линейно-ленточной керамики характеризовался:
- на начальном этапе — редко размеченными прямыми, волнистыми и полукруглыми линиями,
- на среднем этапе — с углублениями на горизонтальных и полукруглых линиях (нотный орнамент),
- на позднем этапе — поперечными линиями с короткими насечками (железовский стиль).

Каменные изделия изготавливались способами шлифовки и скалывания. Гладкие орудия изготовлены из осадочных, магматических и метаморфических пород. На более поздних стадиях люди использовали кремни, происходящие, в частности, с Краковско-Ченстоховской возвышенности. Обнаружено много свидетельств активной обработки кремня в Ольшанице (ныне район Кракова).
На многих стоянках (поселениях) линейно-ленточной культуры раннего неолита появляется обсидиан, происходящий с Токайско-Прешовской возвышенности, что свидетельствует о контактах населения по обе стороны Карпат. Каменные изделия, производившиеся при помощи техники скалывания, служили прежде всего в качестве скребков для шкур, ножей для резьбы по дереву и кости.
О духовной культуре тогдашних обитателей польских земель известно мало — изредка появлялись женские фигурки с явно обозначенными половыми признаками.

#### Культура накольчатой керамики
Около 4700-4600 гг. до н. э. на польских землях с одной стороны, имело место продолжение некоторых элементов балканско-дунайской ранненеолитической модели, с другой, появлялись новые формы хозяйства, эксплуатации территории и общественной организации.
На землях Нижней Силезии можно было наблюдать новый стиль орнаментирования сосудов — вместо выдавленных линий появлялись линии, складывавшиеся из мелких наколов, сделанных расчёской или зубчатым колёсиком. С появлением этого стиля исчезли связи, соединявшие ранее территории Нижней Силезии и Малопольши (они проявлялись, в основном, в значительном притоке западномалопольских кремней в Силезию).

#### Комплекс Лендьел-Полгар
Около 4600 г. до н. э. на территории Малопольши появились группы людей лендьельско-полгарского комплекса, происходящие из раннего неолита линейно-ленточной керамики. На польских землях существует контраст между ранним неолитом линейно-ленточной керамики и самыми старыми группами упомянутого комплекса (даже если есть стоянки, на которых наблюдаются следы обеих групп, то они разделены длящимся 200—300 лет промежутком).
Существует мнение, что формирование этих групп связано с миграцией людей из Среднедунайской низменности — это должна подтверждать связь форм сосудов и стиля украшения керамики со стоянок в Самбожце (pl:Samborzec) и Опатове близ Сандомира (в том числе кубков на ножке и чарок, украшенных чёрным расписным орнаментом) с керамикой из группы Асод в Венгрии.
Позднее, однако, расписная керамика исчезла, а группы, связанные с лендьелской керамикой (плешовская, модльницкая и оцицкая группы) связаны с территорией западной Словакии.
Рондели лендьельской культуры являются примером объектов, в которых вокруг пустого пространства, окружённого круглым рвом и палисадом, группировались ряды домов. Известны примеры рвов, окружающих пространство площадью до 6 гектаров (в частности, в Зажице (pl:Zarzyca).
В Кракове-Могиле обнаружен склад зерновых, где представлены зёрна двух видов пшеницы и зёрна ячменя.
Одновременно с лендьелской на Краковской возвышенности (Wyżyna Krakowska), Меховской возвышенности и Сандомирской возвышенности существовала малицкая культура. Её последние памятники датируются около 3800 г. до н. э.
Между поселениями лендьелской и малицкой культур существовал интенсивный обмен каменным сырьём. Важную роль играла эксплуатация юрского кремня. Кремень добывали в нескольких открытых шахтах, которые состояли из большого количества ям (в том числе в Сонспове), Бембле и Ежмановицах. Также эксплуатировался солёный источник в районе Велички.
В связи с богатством народа лендьельской группы появляется большое количество предметов церемониальных (концентрация предметов этого типа обнаружена в Кракове-Плешове в одной из ям-полуземлянок).

#### Люблинско-волынская культура
Памятники Люблинско-волынской культуры датируются первой половиной 3 тыс. до н. э. Около 2500 года до н. э. начинают сменяться памятниками культуры шаровидных амфор.

### Энеолит
Начало энеолита на территории Польши датируется около 4100-3800 гг. до н. э. и характеризуется переменами в хозяйстве и общественном устройстве, связанными с началом использования меди и появлением первых медных изделий. В период 4100/3900 — 3200/3000 гг. до н. э. неолит окончательно завершается, и по всей территории Польши распространяются земледелие и скотоводство.
Появляется новая культура воронковидных кубков. В течение всего раннего энеолита существовала параллельно с группами, происходящими от лендзельских и малицких групп, а также продолжающими придунайский неолит. То, как произошло формирование новой культуры, является предметом многочисленных гипотез. Культурные группы, входящие в состав этой археологической единицы, характеризуются стилем керамики; в других областях материальной культуры имеются существенные различия.
Началось использование тягловых животных с четырехколесными возами; это подтверждают, помимо всего прочего, рисунки на сосудах, найденные в Броноцицах (pl:Bronocice).
Росло количество поселений, среди которых появилась явная иерархичность. Уже существовала административная организация и центры политической власти. Появились мегалитические строения, обычно называемые куявскими (были в форме трапеции или треугольника и были возведены при помощи использовании огромных валунов или каменных укреплений земляных насыпей). Особо ценился кремень; его добывали в шахтах. Одна из самых больших шахт в то время находилась в Кшемёнках (pl:Krzemionki).
Самые старые кубки культуры воронковидных кубков характеризовались шарообразным туловом и слабо выделяющимся горлом (начиная от ок. 4450 до н. э., сарновская фаза). Позже, в классической фазе (3700-3300 до н. э.) выделились группы восточная, юго-восточная и силезско-моравская; эта фаза характеризовалась более заметным профилем сосудов и доминированием штампованного орнамента. На поздней фазе (3300-3100 гг. до н. э.) профили сосудов становятся более изящными и гладкими, а орнаментация обогащается, в частности, оттисками шнура.
Довольно сильные различия между отдельными группами культуры воронковидных кубков существовали в сфере духовной культуры. На территории Поморья, Куяв и Малой Польши существовали мегалитические гробницы куявского типа; появились захоронения со скелетами, тогда как в Поморье, Силезии и Моравии чаще встречалось трупосожжение, а в окрестностях Люблина — захоронения в обычных ямах без каменной конструкции, или засыпанные камнями.
Позднее произошёл переход к типичному пастушескому хозяйству, что привело к слиянию всех энеолитических групп в культуру шарофидных амфор.
Иначе развивалась в раннем энеолите прибалтийская зона; там от 5200 до 4300 до н. э. доминировала культура Эртебёлле; к ней относится стоянка в Домбках близ Дарлова. В некоторых частях Померании до 3700/3600 до н. э. могли сохраняться группы с мезолитическими традициями. Хозяйство там по-прежнему носило охотничье-рыбацкий характер.
В некоторых зонах культура воронковидных кубков подвергалась влиянию баденского комплекса, который был посредником между элладскими культурами бронзы и позднеэнеолитическими культурами юга Польши. С этими контактами связано распространение погребального обряда трупосожжения. В стилистике керамических форм баденское влияние выразилось в воспринятии форм керамики, украшенной каннелюрами, часто расходящимися в виде лучей от дна сосуда.
Около 3200-3100 гг. до н. э. на территории Польши происходит переход от оседлых земледельческо-скотоводческих общин к мобильным пастушеским общинам. Позднее, однако, происходит смешение пастушеских и земледельческих общин.
Культура одиночных погребений (2800 до н. э. — 2300 до н. э.) существовала на юго-западе Польши (Поморье, Великая Польша, Куявия).
В это время в Польше доминировала культура шаровидных амфор, которая подразделялась на среднепольскую, западную и восточную группы; первая и последняя продолжали традиции строительства мегалитических конструкций; для второй были характерны ямные захоронения. Хозяйство опиралось на скотоводство.
Что касается культуры шнуровой керамики, то находки, связанные с её наиболее ранним горизонтом, на территории Польши достаточно редки (например, захоронение в Колёсах). Позднее возник центральноевропейский горизонт шнуровой керамики — в захоронениях этого типа встречаются разнообразные формы амфор и кубков с различными видами орнаментов, новые виды топоров, каменные орудия.
Локальной группой, связанной с культурой шнуровой керамики, была культура Злота, известная по примерно 30 стоянкам на Сандомирской возвышенности. Для неё характерны классические топоры раннего типа, амфоры и кубки со шнуровым орнаментом, амфоры со штампованным орнаментом (типичные для культуры шаровидных амфор), топоры и янтарные украшения. Типичными для этой культурной группы были миски, украшенные волнистыми линиями и нишевые захоронения с камерой, выкопанной в стене погребальной ямы.
В результате контактов населения центральноевропейского горизонта шнуровой керамики с культурой шаровидных амфор, баденской и северо-восточноевропейскими культурами лесной полосы возникли:
- краково-сандомирская группа — черты: встречаются курганные захоронения и плоские, ямные и нишевые; хозяйство главным образом натуральное;
- любачевская группа — сохранила максимум характеристик центральноевропейского горизонта,
- силезская группа — черты: общие элементы с населением Моравии и долины Эльбы; к ним относилась в основном добыча серпентинита,
- надодерская группа — черты: к ней относились центры производства кремнёвых орудий на Рюгене.

Результатом гибридизации влияния культуры шнуровой керамики и культур лесной полосы северо-восточной Европы была жуцевская культура, известная главным образом по поселениям. Стабилизация поселений была связана с эксплуатацией месторождений янтаря и производством из него украшений в специализированных мастерских.
Митохондриальная гаплогруппа U4 присутствовала только в культуре шнуровой керамики и отсутствовала у культур Злота, шаровидных амфоре и воронковидных кубков. Несмотря на совпадение во времени и? в некоторой степени, в культурных проявлениях, ни культура Злота, ни культура шаровидных амфор, ни культура воронковидных кубков не имела близкого генетического сродства по мтДНК с людьми, связанными с культурой шнуровой керамики. Более высокая частота митохондриальной гаплогруппы U5b в популяциях, связанных с культурой воронковидных кубков, культурой шаровидных амфор и культурой Злоты, свидетельствует о постепенном материнском генетическом притоке от мезолитических охотников-собирателей.
В позднем энеолите территория Мазовии и Полесья оказалась за пределами сферы влияния дунайского неолита, а влияние культуры воронковидных кубков было ничтожно малым. На территории, в частности, северо-западной Польши под влиянием культур мезолитического круга и постсвидерских культур возникла неманская культура. Керамика этой культуры была плохо обожжена, технически примитивна, выполнена из глины со значительными органическими примесями. Наиболее ранняя фаза этой культуры представлена стоянками в Августове и Возной Веси, поздняя — в Линине около Варшавы.
В северно-западной Польше существовала нарвская культура. Одиночные могилы, связанные с нею, открыты в Прутах и Брайниках (pl:Brajniki) около Ольштына.

## Бронзовый и железный век
Бронзовый век на территории Польши хронологически делится на несколько этапов:
- период I, 2300—1600 гг. до н.э;
- период II, 1600—1350 гг. до н.э;
- период III, 1350—1100 гг. до н.э;
- период IV, 1100—900 гг. до н.э;
- и период V, 900—700 гг. до н. э.

В польской деревне Машковице на поселении культуры Отомань нашли две глиняные фигурки свиней.
Ранний железный век включал:
- гальштатский период C, 700—600 гг. до н. э.,
- и гальштатский период D, 600—450 гг. до н. э.

Культуры Польши бронзового и железного века известны в основном по материалам археологических исследований. Культуры раннего бронзового века начинают появляться в Польше около 2400—2300 гг. до н. э., а железный век начался около 750—700 гг. до н. э. К началу новой эры почти все археологические культуры железного века прекратили существование. В связи с отсутствием письменных источников выявление этнической и языковой принадлежности данных культур вызывает споры между историками.
Особенно заметную роль в Польше бронзового и раннего железного веков сыграла лужицкая культура. Наиболее важным археологическим памятником этой культуры является укреплённое поселение Бискупин.
Бронзовые объекты начинают проникать в Польшу около 2300 г. до н. э. из региона доисторической Венгрии. В бронзовом веке на западе Польши доминировала инновационная унетицкая культура, а на востоке — консервативная межановицкая культура. Постепенно, в раннем бронзовом веке, их сменили преемники — (долужицкая) культура курганных погребений и тшинецкая культура.
В последующие периоды бронзового века в Польше и в целом в Центральной Европе доминировали локальные разновидности крупной культуры полей погребальных урн. Везде, где распространялась данная культура, погребения со скелетами постепенно вытесняются погребениями с трупосожжением. В Польше поселения лужицкой культуры доминировали на протяжении почти тысячелетия, вплоть до раннего железного века. Ряд скифских вторжений, начиная с VI века до н. э., ускорили упадок лужицкой культуры.
Гальштатский период D был временем распространения поморской культуры, тогда как западнобалтийсккая курганная культура занимала регион Мазурия-Вармия.

## Античность
Латенский период подразделяется на этапы:
- La Tène A, 450—400 гг. до н. э.;
- La Tène B, 400—250 гг. до н. э.;
- La Tène C, 250—150 гг. до н. э.;
- и La Tène D, 150-0 гг. до н. э..

Период 200 — 0 гг. до н. э. также считается самым последним из периодов доримской эпохи. За ним последовал период римского влияния, ранняя стадия которого приходится на 0 — 150 гг. н. э., а поздняя — на 150—375 гг. н. э. Период 375—500 гг. н. э. считается периодом дославянских миграций.
В период классической античности (400 г. до н. э. — 450—500 гг. н. э.) территорию Польши населяли носители различных археологических культур, которые соотносятся исследователями с кельтами, германцами и балтами. Возможно, присутствовали и другие группы населения, поскольку этнический состав археологических культур всегда сложно установить с определённостью. Несмотря на отсутствие собственной письменности, многие из указанных народов достигли высокого уровня в материальной культуре и социальной организации, как показывают, например, богатые по содержанию династические могилы местных «князей». Для этого периода характерен высокий уровень миграций, в которых нередко участвовали крупные группы населения.
Кельты начинают основывать поселения с начала IV веке до н. э., в основном на юге Польши, где находился северный предел их экспансии. Развитая кельто-фракийская латенская культура оказала культурное влияние на весь регион, несмотря на малочисленность её носителей.
Германцы обитали на территории современной Польши в течение нескольких столетий, при этом часть племён мигрировала далее на юг и восток (см. вельбарская культура). По мере расширения Римской империи германские племена попали под культурное влияние римлян. Сохранились письменные упоминания римскими авторами событий в землях современной Польши; они дают информацию, дополняющую археологические находки. В конце римской эпохи, в ходе Великого переселения народов, германцы под ударами кочевых племён покинули Восточную и Центральную Европу, переселившись в более безопасные и богатые земли Западной и Южной Европы. Клад с серебряными динариями императоров Нервы (69—98 годы) и Септимия Севера (193—211 годы) был найден деревни Цихобурж в 8 км от города Хрубешув на юго-востоке Польши недалеко от границы с Украиной. Предполагается, что клад был спрятан кем-то из представителей древнегерманского племени вандалов, бежавших от наступавших готов. В Зофиполе недалеко от Кракова было раскопано 57 печей, которые работали на рубеже II/III и V веков.
Северо-восточная окраина современной Польши оставалась населена балтами, которые находились на крайней периферии влияния Римской империи.

## Исследователи
- Гинтер, Болеслав
- Годловский, Казимеж
- Качановский, Пётр — предримский период
- Козловский, Стефан Кароль
- Козловский, Януш Кшиштоф
- Коссинна, Густаф
- Костшевский, Юзеф — сторонник «автохтонизма» славян в Польше
- Кадров, Славомир